# Franz Preuschoff
Franz Nicolaus Preuschoff (ur. 4 grudnia 1906 w Braniewie, zm. 23 marca 1987 w Seligenstadt nad Menem) – niemiecki inżynier i mechanik pokładowy, uczestnik wyprawy arktycznej w 1938–1939, podczas wojny podporucznik (leutnant) Luftwaffe.

## Życiorys

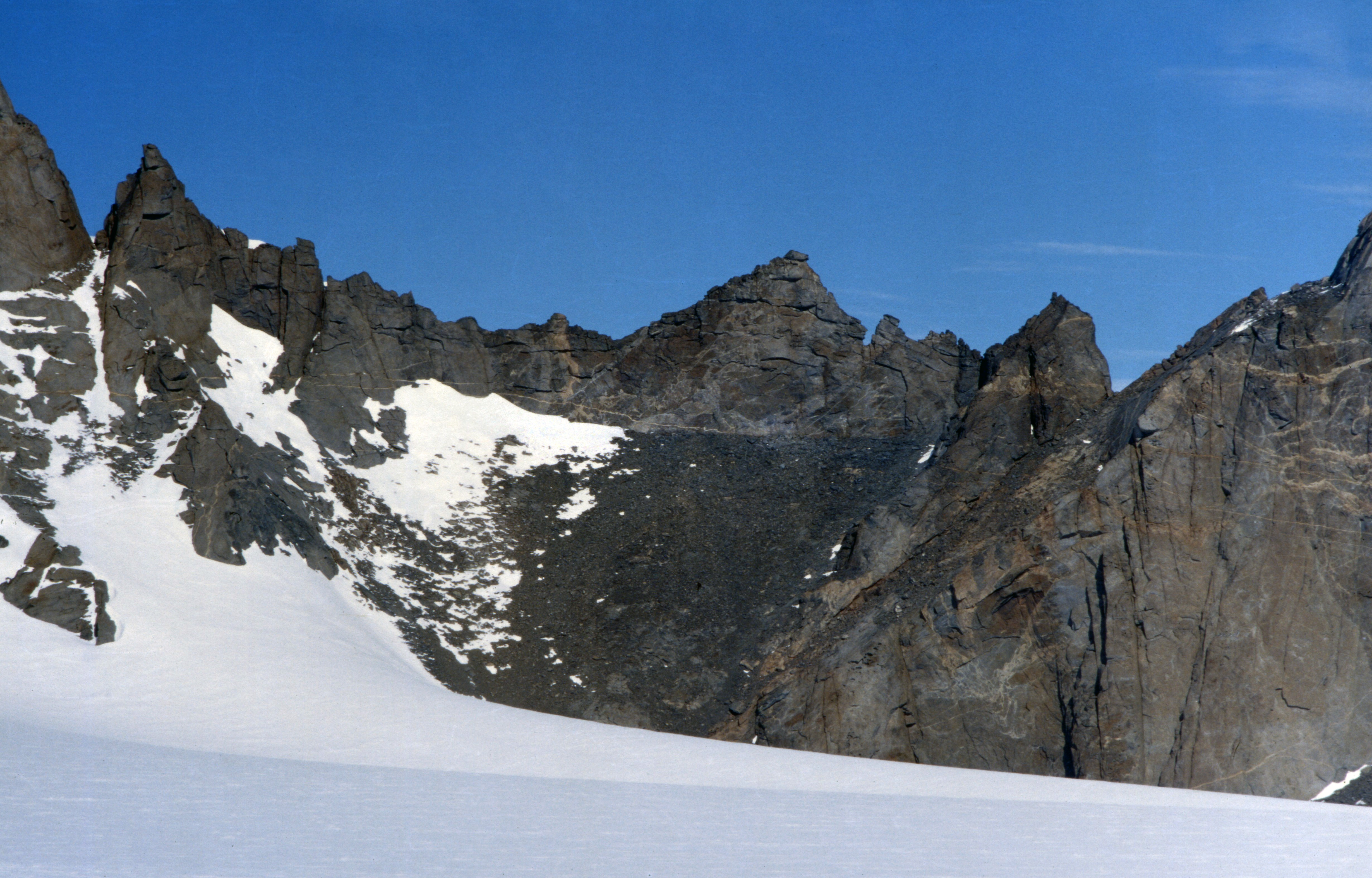
Pasmo Preuschoffa w górach Mühliga-Hofmanna

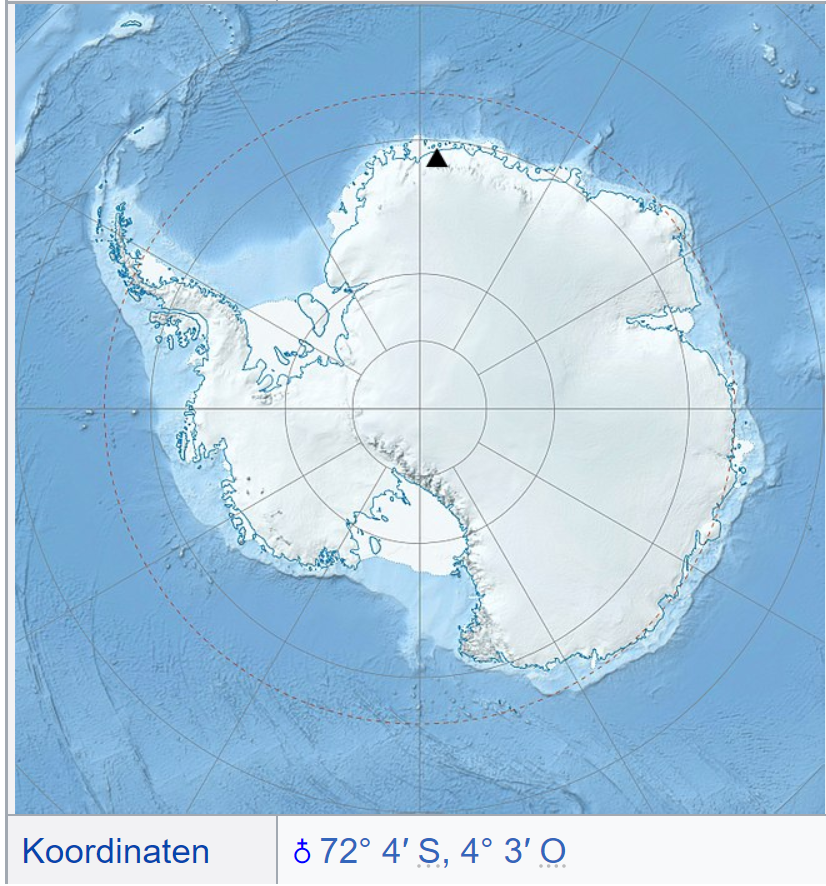
Położenie pasma Preuschoffa na mapie Antarktydy

Franz Preuschoff urodził się w Braniewie w Prusach Wschodnich, w rodzinie nauczyciela szkoły katolickiej dla dziewcząt Franza, i jego żony Marthy z d. Schröter.
W mieście rodzinnym uczęszczał do szkoły aż do trzeciej klasy gimnazjum (obertertia). Następnie został mechanikiem pokładowym, radiooperatorem (1927) i inżynierem pokładowym. W 1932 wyjechał się do Kolumbii i tam rozpoczął pracę w towarzystwie lotniczym.
W okresie od 12 grudnia 1938 do 12 kwietnia 1939 roku brał udział w niemieckiej ekspedycji antarktycznej (niem. Deutsche Antarktische Expedition) kierowanej przez Alfreda Ritschera. Wyprawa została zorganizowana w ramach czteroletniego planu Hermanna Göringa w celu zdobycia bazy lądowej dla niemieckiego wielorybnictwa w Antarktyce. Ekspedycja ruszyła na statku „Schwabenland”, z którego prowadzono loty zwiadowcze na dwóch wodnosamolotach Dornier Do J „Bores” i „Passat”. Zbadano wybrzeże Antarktydy wcześniej eksplorowane przez Norwegów i wykonano zdjęcia lotnicze obszaru między 5°W a 15°E do około 75°S . Zbadano obszar o powierzchni ok. 600 000 km², z czego 350 000 km² obfotografowano z powietrza. Jednak z uwagi na brak odpowiedniej dokładności większość fotografii okazała się bezużyteczna do celów kartograficznych.
25 maja 1939 magazyn Berliner Illustrirte Zeitung opublikował bez zezwolenia kierownika ekspedycji małą mapę odkrytych gór i poligonów lotu. Mapa ta została narysowana przez mechanika pokładowego Franza Preuschoffa i stąd była określana jako „mapa Preuschoffa”. Została ona później włączona do mapy Antarktydy z 1939 roku w skali 1:10 000 000. W 1941 opublikowano książkę popularnonaukową o wyprawie, która przez ponad 60 lat była jedynym raportem dostępnym dla szerszej grupy osób. Brak dostępu do informacji sprawił, że wokół wyprawy i nowo odkrytej Nowej Szwabii zaczęły krążyć mity i teorie spiskowe.
W 1943 roku, gdy na dom Franza Preuschoffa w Berlinie spadła bomba, ewakuował rodzinę ze stolicy do ziemi swoich ojców – do Braniewa w Prusach Wschodnich. Tam zamieszkała ona przy ul. Schulstraße 9 (obecnie ul. Marynarska). Po wojnie Franz Preuschoff opuścił wraz z rodziną Braniewo i drogą powietrzną przedostał się na wyspę Sylt. W latach 1955–1957 jako inżynier pokładowy w Lufthansie wykonał 38 lotów z Hamburga do Nowego Jorku. W latach 1957–1961 mieszkał w Hamburgu, następnie w Berlinie, a ostatecznie osiadł w Seligenstadt nad Menem (w Hesji). Tam zmarł 23 marca 1987 roku. Pochowany został na Starym Cmentarzu (Alter Friedhof).

## Życie prywatne
Franz Preuschoff zawarł w 1934 roku związek małżeński z Anni Jacobine Jensen. Mieli trójkę dzieci: Franza (ur. 1935 w Bogocie), Monikę (ur. 1937 w Berlinie) i Barbarę (ur. 1943 w Jędrychowie koło Fromborka).